# Vaccinium jacobeanum
Vaccinium jacobeanum är en ljungväxtart som beskrevs av P.F. Stevens. Vaccinium jacobeanum ingår i Blåbärssläktet, och familjen ljungväxter. Inga underarter finns listade i Catalogue of Life.